# Tschuffert Peak
Tschuffert Peak är en bergstopp i Antarktis. Den ligger i Östantarktis. Australien gör anspråk på området. Toppen på Tschuffert Peak är 244 meter över havet.
Terrängen runt Tschuffert Peak är platt åt nordost, men åt sydväst är den kuperad. Havet är nära Tschuffert Peak åt nordost. Trakten är obefolkad. Det finns inga samhällen i närheten. 